# Скеля — гранітний реєстр
Ске́ля — грані́тний реє́стр — геологічна пам'ятка природи місцевого значення в Україні. Розташована в місті Кременчуці Полтавської області, біля річкового вокзалу, на березі Дніпра.
Площа охоронної території 0,05 га. Пам'ятку оголошено Рішенням виконавчого комітету Полтавської обласної ради депутатів від 24.12.1970 за № 555. Перебуває у віданні: Кременчуцьке управління ЖКГ.
Являє собою відслонення сірих біотит-плагіоклазових середньозернистих мігматитів докембрійського періоду віком близько 3 млрд. років. Скеля також є цінною водомірною реліквією, на якій вказано рівень води під час Дніпровських повеней 1845, 1877, 1888, 1889, 1895 та 1942 років. На скелі викарбувано відповідні відмітки повеней (звідси й назва — гранітний реєстр).

## Історія

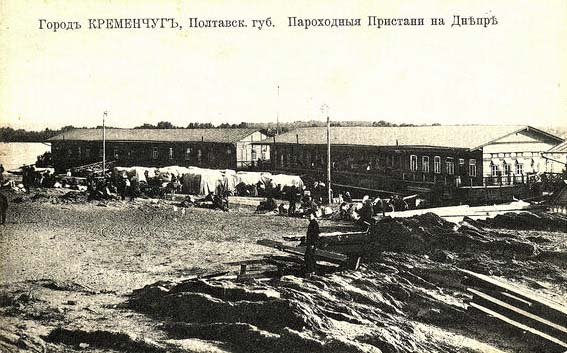
Вихід граніту біля пароплавної пристані (нині «Скеля — гранітний реєстр»). Фото поч. XX ст.

Згідно з деякими припущеннями, скеля була частиною першої міської фортеці Кременчука. У період до революції і деякий час після неї скеля використовувалася для видобутку граніту методом розколу. До початку Другої світової війни використовувалася як репер. Наприкінці 1950-х років велика частина скелі була засипана будівельним сміттям і вугільним шлаком для забезпечення під'їзду до побудованої неподалік човнової станції заводу «Кредмаш». На початку 1970-х років човнова станція була перенесена нижче за течією Дніпра.
Рішенням виконкому Полтавської обласної ради № 555 від 24 грудня 1970 року скелі привласнено статус пам'ятки природи місцевого значення, площею 0,05 га. Однак охоронних заходів не проводилось, скеля використовувалася як полігон для зберігання снігу з міських вулиць. Перша інформаційна табличка була встановлена біля скелі у 1980-ті роки, проте була вкрадена наприкінці 1990-х років. У 2000 році встановлена нова інформаційна табличка. У 2003 році була проведена розчистка скелі силами ініціативних городян і співробітників водоканалу. У 2004 році міською владою було підготовлено проєкт благоустрою скелі, реалізація якого не була здійснена.
З метою подальшого поліпшення заповідної справи в Полтавській області, збереження цінних природних, геологічних, ландшафтних комплексів та об'єктів Держуправління 24 грудня 2010 року погодило проєкт землеустрою з організації та встановлення меж для вищезазначеного об'єкту.
Пам'ятка має історичне, наукове та пізнавальне значення.